# Norma Herrera
Norma Edith Herrera Ysunza (Ciudad del Carmen, Campeche, 24 de mayo de 1942) es una actriz y cantante mexicana que ha participado en varias telenovelas y películas mexicanas debutando en la última etapa y década de la Época de Oro del cine mexicano. También se ha desempeñado en el doblaje y el teatro.

## Carrera
A los 15 años de edad se recibió de maestra. Además de su carrera actoral, que inició desde los años 60, ha desarrollado una carrera como cantante y ha hecho grabaciones.
Entre las telenovelas donde ha aparecido son Una familia con suerte, Mar de amor, Amor bravío, Cicatrices del alma, El maleficio, La dueña, Tres mujeres, entre otras. Entre las películas donde ha aparecido se le encuentran Modelo antiguo, Pablo metralla y Con el odio en la piel.

### Vida familiar
Fue esposa del productor Raúl Araiza (fallecido en enero de 2013), de quien se divorció, y tuvo dos hijos con él, los actores Raúl Araiza Herrera y Armando Araiza. Tiene cuatro nietas: Roberta y Camila, hijas de Raúl, y Romina y Paulina, hijas de Armando.[cita requerida]

## Filmografía

### Cine
- Los Temerarios (1993)
- Modelo Antiguo (1992)
- El Fiscal de hierro 3 (1992)
- Hacer el amor con otro (1991)
- Esa mujer me vuelve loco (1991)
- El Fiscal de hierro 2: la venganza de Ramona (1990)
- Tormenta de acero (1990)
- Pablo Metralla (1990)
- Emboscada (1990)
- Atrapados (1990)
- Calles sangrientas (1990)
- El Fiscal de Hierro (1989)
- El judas de la frontera (1989)
- Al margen de la ley (1989)
- Los camaroneros (1988)
- Con el odio en la piel (1988)
- Pero sigo siendo el rey (1988)
- Fuga al destino (1987)
- El sinvergüenza (1984)
- Allá en el rancho de las flores (1983)
- Los ojos de un niño (1982)
- La India blanca (1982)
- Fuego en el mar (1981) .... Gloria Ortega
- Noche de juerga (1981)
- El Cara parchada (1980)
- El patrullero 777 (1978) .... Parturienta
- Cascabel (1977)
- El terrón de azúcar (1969)
- El jinete enmascarado (1961)

### Doblaje
- El mundo mágico de Bella (1998) .... Sra. Potts
- La Bella y la Bestia: Una Navidad Encantada (1997) .... Sra. Potts
- La Bella y la Bestia (1991) .... Sra. Potts

### Televisión
- Gloria Trevi: ellas soy yo (2023) ..... Aurora Tamez de Arredondo
- Diseñando tu amor (2021) ..... Adelaida Vargas Villaponde
- Por amar sin ley (2019) ..... Lucrecia de Noriega[2]
- Esta historia me suena (2019)[3]
- Simplemente María (2015-2016) ..... Doña Carmina[4]
- Mi corazón es tuyo (2014-2015) ..... Soledad Fuentes
- Libre para amarte (2013) ..... Josefina Martínez
- Amor bravío (2012) ..... Rocío Mendiola de Albarrán
- Una familia con suerte (2011-2012) ..... Rebeca Garza de Treviño
- Mar de amor (2009-2010) ..... Maestra Violeta
- Un gancho al corazón (2008-2009) ..... Alicia Rosales
- Barrera de amor (2005-2006) ..... Remedios Gómez
- Cómplices al rescate (2002) ..... Doña Pura
- Carita de ángel (2000-2001) ..... Paulina de Valle
- Tres mujeres (1999-2000) ..... Greta Saraldi de Uriarte-Minski
- Huracán (1997-1998) ..... Alfonsina Taviani de Robles
- La dueña (1995) ..... Berenice Montenegro Vda. de Castro
- Mujer, casos de la vida real (1990-1995) ..... Varios personajes[5]
- Yesenia (1987) .... Marisela
- Cicatrices del alma (1986-1987) .... Elvira Contreras de Rivas
- El maleficio (1983-1984) .... Nora Valdés de De Martino
- El derecho de nacer (1981-1982) .... María
- Cancionera (1980) .... Norma
- Muñeca rota (1978) .... Gladys
- El milagro de vivir (1975-1976) .... Leonora Argentelli
- Los que ayudan a Dios (1973) .... Alicia Castro
- El carruaje (1972) .... Sofía / Ángela
- Las gemelas (1972) .... Susana
- La cruz de Marisa Cruces (1970-1971) .... Mónica
- La sonrisa del diablo (1970) .... Laura
- La Constitución (1970) .... Elisa Acuña Rossetti
- Más allá de la muerte (1969) .... Hildegard
- En busca del paraíso (1968-1969) .... Estela
- Los Caudillos (1968-1969) .... Aurelia
- Pasión gitana (1968) .... María Laura
- Un grito en la obscuridad (1968)
- Deborah (1967) .... Alicia

### Teatro
- Dime abuelita ¿Por qué? (2018)[6]
- Las muchachas del club (2015) .... Doris[7]

### Bandas sonoras
| Año  | Canción          | Telenovela   |
| ---- | ---------------- | ------------ |
| 1983 | «Hombre»         | El maleficio |
| 1983 | «La única mujer» | El maleficio |

## Premios y nominaciones

### Premios Ariel
| Año  | Categoría    | Título          | Resultado |
| ---- | ------------ | --------------- | --------- |
| 1980 | Mejor Actriz | Fuego en el Mar | Ganadora  |

### Choca de Oro
| Año  | Categoría   | Título                 | Resultado |
| ---- | ----------- | ---------------------- | --------- |
| 2012 | Trayectoria | 50 Años de Trayectoria | Ganadora  |

### Premios TVyNovelas
| Año  | Categoría                | Título              | Resultado |
| ---- | ------------------------ | ------------------- | --------- |
| 2000 | Mejor primera actriz     | Tres mujeres        | Ganadora  |
| 1996 | Mejor actriz de reparto  | La dueña            | Nominada  |
| 1987 | Mejor actriz protagónica | Cicatrices del alma | Nominada  |
| 1984 | Mejor tema musical       | El maleficio        | Ganadora  |

### Premios Bravo
| Año  | Categoría                | Título       | Resultado |
| ---- | ------------------------ | ------------ | --------- |
| 2000 | Mejor actriz protagónica | Tres mujeres | Ganadora  |

### Premios ACE
| Año  | Categoría    | Título       | Resultado |
| ---- | ------------ | ------------ | --------- |
| 1985 | Mejor Actriz | El maleficio | Ganadora  |

### Premios La Maravilla
| Año  | Categoría               | Título       | Resultado |
| ---- | ----------------------- | ------------ | --------- |
| 1984 | Mejor actriz de reparto | El maleficio | Nominada  |